# Ženskij Futbol'nyj Klub Čertanovo
Lo Ženskij Futbol'nyj Klub Čertanovo (in russo Женский футбольный клуб Чертаново?), meglio conosciuto come Z.F.K. Čertanovo o più semplicemente come Čertanovo o Čertanovo Mosca, è una società calcistica femminile russa con sede a Mosca.
Milita in Vysšij Divizion, campionato russo di calcio femminile.

## Storia
La squadra è stata fondata nel 1987, come MOGIFK, a Malachovka, diventando in seguito SKIF dal 1990 al 1992 e SKIF-Femina dal 1993, arrivando 3ª negli anni 1992 e 1993. Nel 1994 si è trasferita a Mosca, diventando Čertanovo-SKIF, e poi soltanto Čertanovo nel 1997. 
Nel 2017 è arrivata in finale di Kubok Rossii, perdendola per 1-0 contro il CSKA Mosca, e 3ª in campionato, mentre nel 2018 ha chiuso 2ª, qualificandosi per la prima volta alla Women's Champions League, partendo direttamente dai sedicesimi di finale contro le scozzesi del Glasgow City.

## Colori e simboli

### Colori
Il completo da gioco principale del Čertanovo è completamente bianco, mentre il secondo è completamente blu

### Simboli ufficiali

#### Stemma
Lo stemma adottato dal Čertanovo raffigura la lettera Ч (Č) con un pallone da calcio.

## Strutture

### Stadio
Il Čertanovo disputa le sue partite interne all'Arena Čertanovo di Mosca.

## Statistiche

### Partecipazioni alle competizioni europee
| Stagione | Competizione             | Fase                 | Avversario   | Risultato | Risultato | Risultato |
| Stagione | Competizione             | Fase                 | Avversario   | andata    | ritorno   | aggregato |
| -------- | ------------------------ | -------------------- | ------------ | --------- | --------- | --------- |
| 2019-20  | Women's Champions League | Sedicesimi di finale | Glasgow City |           |           |           |

## Organico

### Rosa 2019
Rosa aggiornata alla stagione 2019.
| N. |                   | Ruolo | Calciatrice                |
| -- | ----------------- | ----- | -------------------------- |
| 2  | Russia (bandiera) | D     | Tat'jana Voronko           |
| 3  | Russia (bandiera) | D     | Ekaterina Morozova         |
| 4  | Russia (bandiera) | D     | Dar'ja Solonovič           |
| 5  | Russia (bandiera) | C     | Ksenija Džinikašvili       |
| 6  | Russia (bandiera) | C     | Ol'ga Belousova            |
| 7  | Russia (bandiera) | C     | Julija Bessolova           |
| 8  | Russia (bandiera) | C     | Alëna Andreeva             |
| 9  | Russia (bandiera) | C     | Kristina Komissarova       |
| 10 | Russia (bandiera) | C     | Margarita Černomyrdina     |
| 11 | Russia (bandiera) | D     | Julija Gordeeva (capitano) |
| 17 | Russia (bandiera) | D     | Anastasija Švedova         |
| 18 | Russia (bandiera) | D     | Dar'ja Škljaeva            |

| N. |                   | Ruolo | Calciatrice          |
| -- | ----------------- | ----- | -------------------- |
| 20 | Russia (bandiera) | A     | Nelli Korovkina      |
| 21 | Russia (bandiera) | C     | Diana Kuz'mina       |
| 24 | Russia (bandiera) | C     | Anastasija Tren'kina |
| 25 | Russia (bandiera) | C     | Viktorija Dubova     |
| 27 | Russia (bandiera) | P     | Diana Ponomarëva     |
| 32 | Russia (bandiera) | D     | Anastasija Govor     |
| 33 | Russia (bandiera) | P     | Alëna Beljaeva       |
| 65 | Russia (bandiera) | C     | Marina Kiskonen      |
| 73 | Russia (bandiera) | C     | Polina Organova      |
| 77 | Russia (bandiera) | C     | Alsu Abdullina       |
| 80 | Russia (bandiera) | C     | Ol'ga Vološina       |
|    | Russia (bandiera) | C     | Elizaveta Erëmina    |

### Staff tecnico
- Sergej Lavrent'ev - Allenatore
- Andrey Ryazin - Allenatore in seconda
- Timur Khasanov - Team manager
- Vitaliy Shadrin - Preparatore dei portieri
- Vladimir Gladyshev - Dottore
- Vitaliy Pushkin - Massaggiatore